# راتشة
راتشة (بالفارسية: راچه) هي قرية تقع في قسم بيشكوة موغوئي الريفي في إيران. يقدر عدد سكانها بـ 219 نسمة بحسب إحصاء 2016.